# American Basketball Association II
L'American Basketball Association (ABA) és una competició professional masculina de basquetbol creada l'any 1999, com una recreació de la desapareguda ABA, de la qual n'agafà el nom.

## Història
La nova versió de l'American Basketball Association fou creada l'any 1999 per Joe Newman i Richard Tinkham. Durant les dues primeres edicions, 2000-01 i 2001-02, fou coneguda amb el nom d'ABA 2000. La tercera edició fou suspesa i quan fou represa la temporada 2003-04 ja adoptà simplement el nom d'ABA. A partir d'aquest any la lliga inicià un ambiciós procés d'expansió amb resultats força caòtics. Molts equips desaparegueren inclòs abans de disputar cap partit.

## Historial
| Temporada | Campió                | Finalista                | Resultat      |
| --------- | --------------------- | ------------------------ | ------------- |
| 2000-01   | Detroit Dogs          | Chicago Skyliners        | 107-91        |
| 2001-02   | Kansas City Knights   | Southern California Surf | 118-113       |
| 2002-03   | no es disputà         | no es disputà            | no es disputà |
| 2003-04   | Long Beach Jam        | Kansas City Knights      | 126-123       |
| 2004-05   | Arkansas RimRockers   | Bellevue Blackhawks      | 118-103       |
| 2005-06   | Rochester Razorsharks | SoCal Legends            | 117-114       |